# Сологубовка (присілок, Ленінградська область)
Сологу́бовка (рос. Сологубовка) — село в Кіровському районі Ленінградської області, Росія.